# スクープ!?
スクープ!?は、在京スポーツ新聞6紙が共同で2010年から立ち上げた、女性6人組ユニット。

## 概要
スポーツの魅力を広く伝えるため、サンケイスポーツ、デイリースポーツ、東京中日スポーツ、スポーツニッポン、日刊スポーツ、スポーツ報知の在京スポーツ新聞6紙が共同で立ち上げた女性6人組ユニット。ユニット名は、読者からの公募で決定した。それぞれに担当するスポーツ紙が割り当てられ、コスチュームも各社のイメージカラーになっている。2012年8月8日、2011年度担当の2期生が「この日のために」でBounDEE by SSNWよりCDデビュー。2016年5月、サンケイスポーツ担当が羽生麻里からあやきいくに変更になった。

## 歴代メンバー
| 期    | 年                    | 担当スポーツ紙    | 担当スポーツ紙    | 担当スポーツ紙    | 担当スポーツ紙    | 担当スポーツ紙 | 担当スポーツ紙 |
| 期    | 年                    | サンケイ スポーツ | デイリー スポーツ | 東京中日 スポーツ | スポーツ ニッポン | 日刊 スポーツ  | スポーツ 報知  |
| ----- | --------------------- | ----------------- | ----------------- | ----------------- | ----------------- | -------------- | -------------- |
| 1期生 | 2010年                | 香川美紀          | 新田梢恵          | 相川友希          | 深澤ゆうき        | 山内智恵       | 工藤菜緒       |
| 2期生 | 2011年 - 2013年3月    | せいら            | 綱島恵里香        | 安西結花          | 阪本麻美          | 瀬戸サオリ     | 遠藤恭葉       |
| 3期生 | 2013年4月 - 2015年4月 | 佐崎愛里          | 井上早紀          | 浜崎真衣実        | おのののか        | 佐野真彩       | 由井香織       |
| 4期生 | 2015年5月 - 2016年4月 | 羽生麻里          | U(ゆー)           | 白川未奈          | 湯本美咲          | 武田るい       | 清瀬まち       |
| 4期生 | 2016年5月 - ？        | あやきいく        | U(ゆー)           | 白川未奈          | 湯本美咲          | 武田るい       | 清瀬まち       |

- 新田梢恵（1期生）
- 佐野真彩（3期生）
- 清瀬まち（4期生）